# La Roquette-sur-Var
La Roquette-sur-Var település Franciaországban, Alpes-Maritimes megyében. Lakosainak száma 933 fő (2022. január 1.). La Roquette-sur-Var Bonson, Gilette, Levens, Saint-Blaise és Saint-Martin-du-Var községekkel határos.

## Népesség
A település népességének változása:
| Lakosok száma | 537  | 565  | 660  | 915  | 889  | 906  | 940  | 950  | 954  | 933  |
|               | 1968 | 1982 | 1990 | 2006 | 2013 | 2015 | 2017 | 2019 | 2020 | 2022 |